# Petri Kokko (Eishockeyspieler)
Petri Kokko (* 1. Februar 1975 in Oulu) ist ein ehemaliger finnischer Eishockeyspieler, der zuletzt beim HC Energie Karlovy Vary in der tschechischen Extraliga unter Vertrag stand.

## Karriere
Petri Kokko begann seine Karriere als Eishockeyspieler in seiner Heimatstadt in der Nachwuchsabteilung von Kärpät Oulu, für dessen Profimannschaft er in der Saison 1993/94 sein Debüt in der I divisioona, der zweiten finnischen Spielklasse, gab. In 32 Spielen erzielte er dabei drei Tore und gab sechs Vorlagen, woraufhin er kurz vor dem Saisonende von Ilves Tampere aus der SM-liiga verpflichtet wurde. Bei Ilves war der Verteidiger zwei Jahre lang Stammspieler. Anschließend wechselte er für ein Jahr zu Kiruna IF in die zweite schwedische Spielklasse. Von 1997 bis 1999 stand er für SaiPa Lappeenranta in der SM-liiga auf dem Eis, ehe er in der Saison 1999/2000 einen zweiten Anlauf in der zweiten schwedischen Spielklasse, diesmal bei Tingsryd AIF, versuchte. Von 2000 bis 2006 war Kokko erneut Stammspieler bei SaiPa Lappeenranta in der SM-liiga. Einzig die Saison 2003/04 beendete er bei den Rapperswil-Jona Lakers aus der Schweizer Nationalliga A. Mit Rapperswil erreichte er in der Relegation den Klassenerhalt.
Von 2006 bis 2008 spielte der ehemalige finnische Junioren-Nationalspieler für den Timrå IK in der schwedischen Elitserien. Zur Saison 2008/09 erhielt er einen Vertrag bei den Espoo Blues aus der SM-liiga. Mit der Mannschaft nahm er auf europäischer Ebene zudem an der Champions Hockey League teil. Nachdem er auch die folgende Spielzeit in Espoo begonnen hatte, wechselte er im November 2009 zu Brynäs IF aus der Elitserien. Dort absolvierte er bis Saisonende jedoch nur acht Spiele, woraufhin er in der Saison 2010/11 für den HC Energie Karlovy Vary aus der tschechischen Extraliga aktiv war. Dort hatte er von Beginn an einen Stammplatz und erzielte sechs Scorerpunkte, davon vier Tore, in 46 Spielen. Nach dem Ausscheiden des HC Energie in den Pre-Playoffs wurde sein Vertrag nicht verlängert.

### International
Für Finnland nahm Kokko im Juniorenbereich an der U18-Junioren-Europameisterschaft 1993 sowie der U20-Junioren-Weltmeisterschaft 1995 teil.

## Statistik
(Stand: Ende der Saison 2010/11)